# 素晴らしき日本 鉄道の旅
『素晴らしき日本 鉄道の旅』（すばらしきにほん てつどうのたび）は、BS-TBSで放映されていた紀行番組である。

## 概要
日本全国の「絶景」「グルメ」「観光地」「文化」など、素晴らしい日本の絶景を鉄道を通して体感していく旅番組。

## ナレーション
- 岩井証夫
- nona・庄司宇芽香（交代で担当）

## 放送リスト
| 回数 | 初回放映日     | サブタイトル | 路線 |
| ---- | -------------- | --- | --- |
| 1    | 2014年 10月6日 | 初回2時間スペシャル 初秋の北海道を行く 緑と海の絶景 〜花咲線・釧網本線〜                                         | 根室本線・釧網本線                                                                                       |
| 2    | 10月13日       | 豪華おれんじ食堂&歴史探訪ロマンの旅 〜鹿児島本線・肥薩おれんじ鉄道〜                                             | 肥薩おれんじ鉄道・鹿児島本線                                                                             |
| 3    | 10月20日       | 初秋の信濃路を行く 豪華料理と浅間山の絶景 〜観光列車「ろくもん」しなの鉄道〜                                     | しなの鉄道                                                                                               |
| 4    | 10月27日       | 寝台列車で行く山陰縁結びの旅 〜サンライズ出雲と一畑電車〜                                                        | 伯備線・一畑電車                                                                                         |
| 5    | 11月10日       | 世界自然遺産白神山地を行く、海と山の絶景 〜「リゾートしらかみ」 五能線〜                                         | 五能線                                                                                                   |
| 6    | 11月24日       | 熊本で鉄道温故知新の旅 〜SL人吉＆田園シンフォニー〜                                                              | 肥薩線・くま川鉄道                                                                                       |
| 7    | 12月1日        | 2時間スペシャル 吉備路から宮島へ 神話と古代ロマンを巡る旅 〜夢やすらぎ号・瀬戸内マリンビュー〜                   | 吉備線・井原鉄道・福塩線（神辺 - 福山） 山陽本線・呉線（福山 - 呉 - 広島）・広島電鉄                     |
| 8    | 12月8日        | 太宰府と城下町・柳川を行く 〜太宰府観光列車「旅人」と天神大牟田線〜                                              | 西日本鉄道天神大牟田線                                                                                   |
| 9    | 12月15日       | 「海の京都」の食と風景に出会う旅 〜北近畿タンゴ鉄道〜                                                            | 北近畿タンゴ鉄道宮津線・宮福線                                                                           |
| 10   | 2015年 1月12日 | 美しき南紀の海へ そして、聖地 熊野古道へ 〜「くろしお」紀勢本線〜                                                | 紀勢本線（和歌山 - 新宮）                                                                                |
| 11   | 1月26日        | 博多から枕崎へ 九州縦断の旅 〜九州新幹線・指宿枕崎線〜                                                           | 九州新幹線・指宿枕崎線                                                                                   |
| 12   | 2月2日         | 2時間スペシャル 日光から雪の会津へ、 都心からすぐ行ける北関東・福島、絶景の旅 〜スペーシア・野岩鉄道・会津鉄道〜 | 東武鉄道（浅草 - 西藤原）・野岩鉄道・会津鉄道                                                            |
| 13   | 2月9日         | 「こたつ列車」で行く三陸海岸・絶景の旅 〜三陸鉄道・北リアス線〜                                                  | 三陸鉄道北リアス線                                                                                       |
| 14   | 2月23日        | 美し国 伊勢志摩 ワンランク上の贅沢な大人旅 〜近畿日本鉄道 観光特急「しまかぜ」〜                                 | 近畿日本鉄道（京都 - 賢島）                                                                              |
| 15   | 3月9日         | 初春の伊豆半島で旬の味覚と絶景を巡る 〜伊豆急行線〜                                                              | 伊豆急行                                                                                                 |
| 16   | 3月23日        | 昭和ノスタルジー 日本の原風景を巡る 〜天竜浜名湖鉄道〜                                                           | 天竜浜名湖鉄道                                                                                           |
| 17   | 3月30日        | 道後温泉、春の瀬戸内絶景の旅 〜予讃線・伊予灘ものがたり〜                                                        | 予讃線                                                                                                   |
| 18   | 4月6日         | 2時間スペシャル 京都・嵯峨野から早春の大和路へ 〜嵯峨野観光鉄道・奈良線・大和路線・万葉まほろば線〜              | 嵯峨野観光鉄道 奈良線 - 大和路線（京都 - 木津 - 法隆寺） 万葉まほろば線 - 和歌山線（奈良 - 高田 - 五條） |
| 19   | 4月20日        | 春の渡良瀬川を行く 郷愁と大人の時間を過ごす旅 〜わたらせ渓谷鐵道〜                                               | わたらせ渓谷鐵道                                                                                         |
| 20   | 4月27日        | 菜の花満開！春の房総を巡る 〜小湊鐵道・いすみ鉄道〜                                                              | 小湊鉄道 いすみ鉄道                                                                                      |
| 21   | 5月4日         | 2時間スペシャル 桜のトンネルを抜けて・・花の季節、京都の旅 〜京阪電車・叡電・嵐電〜                              | 京阪電気鉄道本線 叡山電鉄 京福電気鉄道                                                                   |
| 22   | 5月25日        | 日本一の吉野山の桜の絶景と金峯山寺の秘仏 〜近畿日本鉄道「さくらライナー」〜                                      | 近畿日本鉄道南大阪線 吉野線                                                                              |
| 23   | 6月1日         | 2時間スペシャル 城下町・金沢と能登半島の里山里海を巡る 〜JR七尾線＆のと鉄道〜                                    | IRいしかわ鉄道（金沢 - 津幡） 七尾線 のと鉄道                                                            |
| 24   | 6月22日        | こんぴらさんから高知、四万十川・四国、初夏の旅 〜土讃線・絶景！秘境トロッコ号〜                                  | 土讃線 土佐くろしお鉄道中村線 - 予土線（窪川 - 江川崎）                                                  |
| 25   | 7月6日         | 博多から別府へ「ゆふいんの森」「ゆふ」で行く初夏の九州横断の旅 〜「鹿児島本線・久大本線・日豊本線」〜            | 鹿児島本線 （博多 - 久留米） 久大本線 日豊本線（大分 - 別府）                                            |
| 26   | 7月13日        | 初夏の湘南・鎌倉 路地裏散歩 〜江ノ島電鉄〜                                                                       | 江ノ島電鉄                                                                                               |
| 27   | 8月3日         | SLで行く山陰の小京都・津和野 〜SL「やまぐち」号〜                                                                | 山口線                                                                                                   |
| 28   | 8月10日        | きらめき、ときめき、初夏の信州へ 〜JR東日本「リゾートビューふるさと」〜                                          | 信越本線（長野 - 篠ノ井） 篠ノ井線 大糸線（松本 - 南小谷）                                               |
| 29   | 8月31日        | 萩へ 明治維新胎動の地を訪ねて 〜山陰本線〜                                                                       | 山陰本線（益田 - 特牛）                                                                                  |
| 30   | 9月7日         | 大自然を満喫！SLで行く秩父路 〜秩父鉄道〜                                                                        | 秩父鉄道（熊谷 - 三峰口）                                                                                |
| 31   | 9月14日        | 2時間スペシャル 夏の北海道、花と羊と絶景を求めて最北端へ 〜函館本線、根室本線、富良野線、宗谷本線〜              | 函館本線（札幌 - 滝川） 根室本線（滝川 - 富良野） 富良野線 宗谷本線                                      |
| 32   | 9月28日        | 清流・長良川の源流域へ 奥美濃路をゆく 〜長良川鉄道〜                                                             | 長良川鉄道                                                                                               |